# Obésité en France
L'obésité en France, tout comme le surpoids, augmente régulièrement, notamment depuis 1997. En 2023, plus de 8 millions de français sont obèses (17% de la population française), avec (comme dans les autres pays) une surreprésentation des personnes issues des milieux socio-économiques les plus modestes. L'obésité continue de gagner du terrain, mais à une vitesse qui a été fortement réduite sur les 20 dernières années, passant de + 5 % par an en 2003 à + 0,5 % par an depuis 2012.
Il existe un réseau national de recherche clinique dédié, baptisé FORCE (French Obesity Research Center of Excellence), au sein de l’Infrastructure de recherche clinique « F-CRIN » .

## Définition
L’Organisation mondiale de la santé (OMS), définit le surpoids et l’obésité comme « une accumulation anormale ou excessive de graisse corporelle qui peut nuire à la santé ». L'obésité est mesurée par l’indice de masse corporelle (IMC) qui est une mesure du poids par rapport à la taille. L'IMC est égal au poids divisé par le carré de la taille, exprimé en kg/m2.
Les catégories de corpulence suivantes sont définies par l'OMS :
| Classification | IMC         |
| -------------- | ----------- |
| Maigre         | < 18,5      |
| Normal         | 18,5 - 24,9 |
| Surpoids       | 25,0 - 29,9 |
| Obésité I      | 30,0 - 34,9 |
| Obésité II     | 35,0 - 39,9 |
| Obésité III    | > 40        |

## Enquêtes sur l'obésité en France

### Enquête Roche-Obépi
L'enquête Roche-Obépi était réalisée par le laboratoire Roche tous les 3 ans de 1997 à 2012. Les enquêtes Obepi ne font la distinction entre Maigre/Normal et Obésité I/Obésité II qu'à partir de 2006

### Odoxa
En 2020, la Ligue contre l'obésité commande un sondage sur l'obésité en France à l'entreprise de sondage Odoxa. Cette étude est spécialement conçue pour reproduire les données de l'enquête Roche-Obepi, arrêtée en 2012.

### INSEE
Dans certaines de ses enquêtes, l'INSEE demande ou calcule l'IMC. Si les résultats des enquêtes ne sont pas accessibles, il est possible d'obtenir certains indicateurs à travers les publications régulières de l'INSEE. Certaines études sont utilisées ci-dessous.

### Programme national nutrition santé
Le programme national nutrition santé (PNNS) a été mis en place en 2001. Son objectif général est d'améliorer la santé de la population en agissant sur l'un de ses déterminants majeurs, la nutrition. Le PNNS réalise une étude sur l'état de santé de la population française en 2006, incluant entre autres des mesures sur l'obésité. La même étude est refaite en 2015 (Étude Esteban)[réf. à confirmer]

### Cohorte Constances
La cohorte Constances est une cohorte épidémiologique constitué d'un échantillon de 200 000 adultes. Le BEH a réalisé une étude sur l'obésité de la cohorte constance en 2016. Dans cette étude, l'obésité est définie sur la base des indications de OMS.

### Eurostat
Le questionnaire Eurostat demande le BMI depuis 2008. Deux enquêtes Eurostat ont eu lieu demandant le BMI, en 2008 et 2014. Ces enquêtes, tout comme les enquêtes Obépi, se basent sur des mesures reportées, et sont donc moins précises que les résultats du BEH dont les valeurs sont mesurées sur les participants.

### Covid-19
Les personnes obèses sont surreprésentées parmi les personnes développant des formes de grave à la suite d'une infection à la covid-19.

### ANSES
Une étude de l'ANSES en 2020 révèle que « 95% de la population française adulte est exposée à un risque de détérioration de la santé par manque d’activité physique ou un temps trop long passé assis ». Toujours selon cette enquête, 5 % des adultes en France ont une activité physique suffisante pour protéger leur santé : les femmes sont plus exposées que les hommes à un manque d’activité physique. Plus d’un tiers des adultes français cumule un haut niveau de sédentarité et une activité physique insuffisante : en conséquence, ils sont plus exposés au risque d’hypertension ou d’obésité et ont un taux de mortalité et de morbidité plus élevés causés par des maladies cardiovasculaires et certains cancers.

## Évolution de l'obésité en France

### Obésité reportée

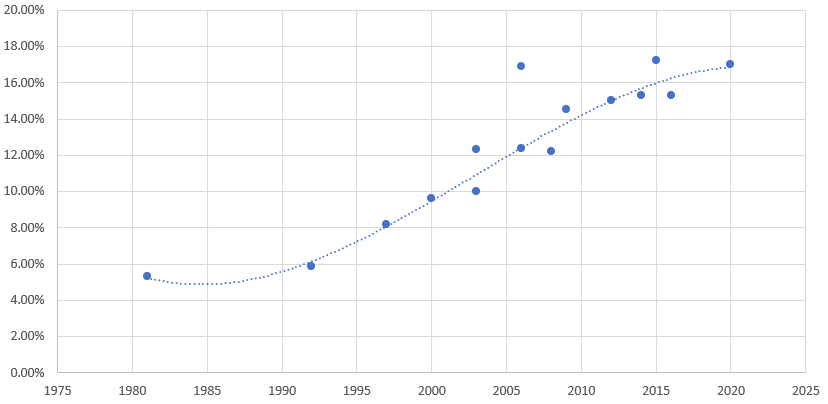
Évolution de l'obésité en France de 1981 à 2020.

| Année | Étude                   | Maigre | Normal  | Surpoids | Obésité I | Obésité II | Obésité III | Obésité (I+II+III) | Augmentation annuelle | Augmentation moyenne annuelle (depuis 1997) |
| ----- | ----------------------- | ------ | ------- | -------- | --------- | ---------- | ----------- | ------------------ | --------------------- | ------------------------------------------- |
| 1981  | Enquêtes Santé, INSEE   | 5,60 % | 65,85 % | 23,15 %  | 5,30 %    | 5,30 %     | 5,30 %      | 5,30 %             |                       |                                             |
| 1992  | Enquêtes Santé, INSEE   | 5,25 % | 64,5 %  | 24,4 %   | 5,85 %    | 5,85 %     | 5,85 %      | 5,85 %             | 0,9 %                 |                                             |
| 1997  | Obépi Roche 1997        | 63,3 % | 63,3 %  | 28,5 %   | 7,9 %     | 7,9 %      | 0,3 %       | 8,2 %              | 6,99 %                |                                             |
| 2000  | Obépi Roche 2000        | 61,0 % | 61,0 %  | 29,4 %   | 9,2 %     | 9,2 %      | 0,4 %       | 9,6 %              | 5,39 %                | 5,39 %                                      |
| 2003  | Obépi Roche 2003        | 58,4 % | 58,4 %  | 30,3 %   | 10,7 %    | 10,7 %     | 0,6 %       | 12,3 %             | 8,61 %                | 6,99 %                                      |
| 2003  | Enquête Santé, INSEE    | 4,25 % | 57,75 % | 28 %     | 10,0 %    | 10,0 %     | 10,0 %      | 10,0 %             |                       |                                             |
| 2006  | Obépi Roche 2006        | 4,9 %  | 53,5 %  | 29,2 %   | 9,4 %     | 2,2 %      | 0,8 %       | 12,4 %             | 0,27 %                | 4,70 %                                      |
| 2006  | PNNS                    | 50,7 % | 50,7 %  | 32,4 %   | 12,5 %    | 3,4 %      | 1,0 %       | 16,9 %             |                       |                                             |
| 2008  | Eurostat                | 3,3 %  | 53,1 %  | 31,4 %   | 12,2 %    | 12,2 %     | 12,2 %      | 12,2 %             |                       |                                             |
| 2009  | Obépi Roche 2009        | 3,6 %  | 50,0 %  | 31,9 %   | 10,6 %    | 2,8 %      | 1,1 %       | 14,5 %             | 5,35 %                | 4,86 %                                      |
| 2012  | Obépi Roche 2012        | 3,5 %  | 49,2 %  | 32,3 %   | 10,7 %    | 3,1 %      | 1,2 %       | 15,0 %             | 1,14 %                | 4,11 %                                      |
| 2014  | Eurostat                | 52,8 % | 52,8 %  | 31,9 %   | 15,3 %    | 15,3 %     | 15,3 %      | 15,3 %             |                       |                                             |
| 2015  | PNNS Esteban            | 2,45 % | 48,5 %  | 31,95 %  | 12,55 %   | 3,00 %     | 1,55 %      | 17,2 %             |                       | 4,2 %                                       |
| 2016  | BEH - Cohorte Constance | 2,2 %  | 48,7 %  | 33,2 %   | 11,4 %    | 3,1 %      | 1,3 %       | 15,3 %             | 0,50 %                | 3,34 %                                      |
| 2020  | Odoxa                   | 4,5 %  | 48,3 %  | 30,3 %   | 11,9 %    | 3,1 %      | 2 %         | 17,0 %             | 2,7 %                 | 3,94 %                                      |

#### Augmentation annuelle
Le taux d'évolution annuel peut être calculé par
{\displaystyle {\frac {taux_{t_{1}}}{taux_{t_{0}}}}^{\frac {1}{t_{1}-t_{0}}}-1}
Les études Eurostat reportent des valeurs sensiblement inférieures aux autres études. Elles sont donc ignorées dans ce calcul

## Obésité selon les tranches d'âge

### Évolution de l'obésité
L'obésité augmente au même rythme à travers toutes les tranches de la population, mais elle est - et reste - plus prévalente chez les plus âgés.
| Tranche d'âge | 1997 (Obépi) | 2000 (Obépi) | 2003 (Obépi) | 2006 (Obépi) | 2008 (Eurostat) | 2009 (Obépi) | 2012 (Obépi) | 2014 (Eurostat) | 2020 (Odoxa) |
| ------------- | ------------ | ------------ | ------------ | ------------ | --------------- | ------------ | ------------ | --------------- | ------------ |
| IMC Normal    |              |              |              |              |                 |              |              |                 |              |
| 15-24         | 90,2 %       | 88,75 %      | 88,05 %      | 88,6 %       | 82,45 %         | 83,25 %      | 81,5 %       | 78,25 %         | 76,8 %       |
| 25-34         | 73,65 %      | 70,25 %      | 67,6 %       | 67,15 %      | 67,05 %         | 64 %         | 63 %         | 64,45 %         | 51 %         |
| 35-44         | 64,95 %      | 62,75 %      | 59,35 %      | 58,6 %       | 59,45 %         | 56 %         | 56 %         | 57,05 %         | 56 %         |
| 45-54         | 54,55 %      | 53,55 %      | 49,85 %      | 55,7 %       | 50,55 %         | 49,5 %       | 49 %         | 48,95 %         | 49,3 %       |
| 55-64         | 43,55 %      | 42,9 %       | 43,95 %      | 42,85 %      | 42,95 %         | 41,75 %      | 42 %         | 43,15 %         | 42,8 %       |
| 65+           | 47,25 %      | 44,35 %      | 41,75 %      | 42,1 %       | 41,3 %          | 40 %         | 39,5 %       | 39,5 %          | 42,7 %       |
| Surpoids      |              |              |              |              |                 |              |              |                 |              |
| 15-24         | 8 %          | 9,25 %       | 9,7 %        | 8,45 %       | 14,1 %          | 12,75 %      | 13 %         | 15,15 %         | 14 %         |
| 25-34         | 20,9 %       | 22,85 %      | 24,1 %       | 24,15 %      | 24,85 %         | 25,5 %       | 26 %         | 26,25 %         | 35,2 %       |
| 35-44         | 27,3 %       | 28,9 %       | 29,1 %       | 28,3 %       | 29,85 %         | 30,25 %      | 29,5 %       | 29,9 %          | 27,3 %       |
| 45-54         | 34,7 %       | 33,8 %       | 35,8 %       | 34,45 %      | 35,85 %         | 34,5 %       | 35 %         | 35,4 %          | 32,3 %       |
| 55-64         | 43,15 %      | 41,65 %      | 39,95 %      | 38,85 %      | 40,35 %         | 38,5 %       | 38,5 %       | 36,4 %          | 38 %         |
| 65+           | 41,35 %      | 42,05 %      | 42,85 %      | 41,35 %      | 40,15 %         | 42 %         | 42 %         | 39,8 %          | 37,4 %       |
| Obésité       |              |              |              |              |                 |              |              |                 |              |
| 15-24         | 1,75 %       | 2 %          | 2,25 %       | 2,95 %       | 3,55 %          | 4 %          | 5,5 %        | 6,65 %          | 9,2 %        |
| 25-34         | 5,45 %       | 6,9 %        | 8,3 %        | 8,7 %        | 8,1 %           | 10,25 %      | 11 %         | 9,3 %           | 13,8 %       |
| 35-44         | 7,75 %       | 8,35 %       | 11,55 %      | 13,1 %       | 10,7 %          | 13,75 %      | 14,5 %       | 13,05 %         | 16,7 %       |
| 45-54         | 10,75 %      | 12,65 %      | 14,35 %      | 14,85 %      | 13,6 %          | 16 %         | 16,5 %       | 15,7 %          | 18,4 %       |
| 55-64         | 13,3 %       | 15,45 %      | 16,1 %       | 18,3 %       | 16,7 %          | 19,75 %      | 19,5 %       | 20,55 %         | 19,2 %       |
| 65+           | 11,4 %       | 13,6 %       | 15,4 %       | 16,55 %      | 18,6 %          | 18 %         | 18,5 %       | 20,65 %         | 19,9 %       |

L'étude du BEH utilise des catégories d'ages différentes (30-39, 40-49, 50-59, etc).
| Âge   | Homme  | Femme  |
| ----- | ------ | ------ |
| 30-39 | 10,4 % | 11,4 % |
| 40-49 | 13,8 % | 16,8 % |
| 50-59 | 19,2 % | 16,7 % |
| 60-69 | 20,8 % | 18,8 % |

### Enfant et adolescent
L'obésité des enfants d'ouvriers est quatre fois supérieure à celle des enfants de cadres, en raison d'habitudes distinctes.
L'étude du PNNS de 2006 consacre une section sur l'obésité chez les enfants de 3-17 ans. L'obésité sur cette tranche d'âge touche 3,5 % de la population, et le surpoids 14,3 %. L'étude ne constate pas de différence significative entre garçons et filles. La prévalence de l'obésité n'évolue pas non plus selon la classe d'âge. La prévalence du surpoids chez les garçons augmente entre les 3-10 ans et les 10-17 ans.
| Âge       | Maigreur | Normal | Surpoids | Obésité |
| --------- | -------- | ------ | -------- | ------- |
| Garçons   |          |        |          |         |
| 3-10 ans  | 10,0 %   | 78,6 % | 8,5 %    | 2,9 %   |
| 11-14 ans | 8,4 %    | 66,3 % | 22,1 %   | 3,2 %   |
| 15-17 ans | 6,9 %    | 76,3 % | 12,9 %   | 3,8 %   |
| Filles    |          |        |          |         |
| 3-10 ans  | 10,0 %   | 68,1 % | 19,1 %   | 3,8 %   |
| 11-14 ans | 4,1 %    | 79,4 % | 13,5 %   | 3,0 %   |
| 15-17 ans | 10,0 %   | 72,6 % | 11,8 %   | 4,7 %   |

De nouveaux programmes ont été récemment mis en place, comme l'interdiction de placer des distributeurs automatiques dans les établissements scolaires, ainsi que l'instauration de programmes de santé publique tels que l'EPODE — Ensemble, prévenons l’obésité des enfants.
Dans le cadre du deuxième programme national nutrition santé (PNNS) 2006-2010, la Haute Autorité de santé a publié en septembre 2011 une recommandation de bonne pratique sur le « Surpoids et l'obésité de l'enfant et l'adolescent » (actualisation de ses recommandations de 2003) visant à améliorer la qualité de la prise en charge médicale des enfants et adolescents ayant un surpoids ou une obésité. Selon cette recommandation, en France, la prévalence estimée du surpoids incluant l’obésité était en 2006, d'après les références de l'Obesity Task Force (IOTF), de 18 % chez les enfants de 3 à 17 ans, dont 3,5 % présentaient une obésité et est supérieure dans les populations défavorisées. La probabilité qu’un enfant obèse le reste à l’âge adulte varie selon les études de 20 à 50 % avant la puberté, à 50 à 70 % après la puberté.

## Obésité selon le niveau de vie
Les enquêtes Obépi-Roche mesurent la prévalence de l'obésité selon 4 indicateurs : la profession, le niveau d'éducation, le revenu et la taille de l'agglomération. Dans ces différents cas, si l'obésité est inversement corrélée au niveau de vie, l'augmentation de l'obésité touche indifféremment toutes les catégories socio-professionnelles.

### Influence de la profession
| Profession                      | 1997 | 2000 | 2003 | 2006 | 2009 | 2012 | 2020 | Augmentation moyenne |
| ------------------------------- | ---- | ---- | ---- | ---- | ---- | ---- | ---- | -------------------- |
| Artisan, commerçant             | 10,8 | 13,3 | 16,1 | 14,7 | 15,4 | 17,2 |      | 3,15 %               |
| Agriculteur                     | 9,2  | 10,3 | 13,2 | 11,8 | 17,9 | 16,7 |      | 4,05 %               |
| Ouvrier                         | 8,8  | 10,1 | 12,7 | 13,8 | 16,2 | 16,7 | 18   | 4,36 %               |
| Employé                         | 7,8  | 8,8  | 11,7 | 13,2 | 14.7 | 16,2 | 17.8 | 4,99 %               |
| Profession intermédiaire        | 6,3  | 8,2  | 9,5  | 10,3 | 10,7 | 11,8 | 14.4 | 4,27 %               |
| Cadre sup., profession libérale | 5,8  | 7,3  | 8,3  | 7,1  | 8,0  | 8,7  | 9.9  | 2,74 %               |
| Retraité                        | 12,1 | 13,8 | 15,5 | 17,3 | 18,6 | 18,9 |      | 3,02 %               |
| Inactif                         | 4,9  | 3,7  | 7,4  | 8,8  | 12,6 | 11,8 |      | 6,03 %               |

### Influence du niveau d'instruction
| Obésité             | 1997 | 2000 | 2003 | 2006 | 2009 | 2012 | 2015  | Augmentation moyenne |
| ------------------- | ---- | ---- | ---- | ---- | ---- | ---- | ----- | -------------------- |
| Primaire            | 13,7 | 16,8 | 20,0 | 21,4 | 23,9 | 24,5 | 23.15 | 3,95 %               |
| Niveau 3e           | 8    | 13,5 | 13,9 | 13,0 | 18,0 | 21,5 | 23.15 | 6,81 %               |
| Technique court     | 9,7  | 11,8 | 14,2 | 16,1 | 18,4 | 18,5 | 23.15 | 4,40 %               |
| Niveau Bac          | 6,9  | 9,1  | 10,5 | 12,0 | 13,1 | 14,3 | 11.8  | 4,98 %               |
| Technique supérieur | 5,8  | 6,8  | 8,6  | 9,9  | 10,9 | 11,8 | 11.8  | 4,85 %               |
| Supérieur 1er cycle | 4,6  | 6,2  | 8,1  | 9,9  | 11,1 | 12,2 | 11.8  | 6,72 %               |
| Supérieur 2e cycle  | 4,6  | 6,2  | 8,1  | 9,3  | 11,1 | 12,2 | 11.8  | 6,72 %               |
| Supérieur 3e cycle  | 4,7  | 5,7  | 6,8  | 8,1  | 7,4  | 8,9  | 11.8  | 4,35 %               |

### Influence du revenu
| Revenus                           | 1997   | 2000   | 2003   | 2006   | 2009   | 2012   | Augmentation moyenne |
| --------------------------------- | ------ | ------ | ------ | ------ | ------ | ------ | -------------------- |
| 1er décile (10% les plus pauvres) | 12,1 % | 13,3 % | 17,5 % | 18,8 % | 22,2 % | 25,6 % | 5,12 %               |
| 2e décile                         | 11,4 % | 14,5 % | 16,7 % | 18 %   | 20,1 % | 22,8 % | 4,73 %               |
| 3e décile                         | 10,1 % | 12,0 % | 14,5 % | 16,1 % | 19,7 % | 19,4 % | 4,45 %               |
| 4e décile                         | 8,6 %  | 10,6 % | 12,5 % | 15,2 % | 16,1 % | 18,8 % | 5,35 %               |
| 5e décile                         | 7,2 %  | 9,0 %  | 10,2 % | 11,8 % | 15,5 % | 16,2 % | 5,56 %               |
| 6e décile                         | 7,0 %  | 7,8 %  | 10,4 % | 11,6 % | 14,1 % | 16,1 % | 5,71 %               |
| 7e décile                         | 6,8 %  | 7,7 %  | 9,1 %  | 10,1 % | 12,6 % | 15,3 % | 5,56 %               |
| 8e décile                         | 4,9 %  | 6,8 %  | 8,7 %  | 9,0 %  | 10,6 % | 11,9 % | 6,09 %               |
| 9e décile                         | 4,9 %  | 6,1 %  | 6,0 %  | 6,6 %  | 8,7 %  | 8,8 %  | 3,98 %               |
| 10e décile (10% les plus riches)  | 4,3 %  | 5,9 %  | 8,1 %  | 5,4 %  | 5,9 %  | 7,0 %  | 3,30 %               |

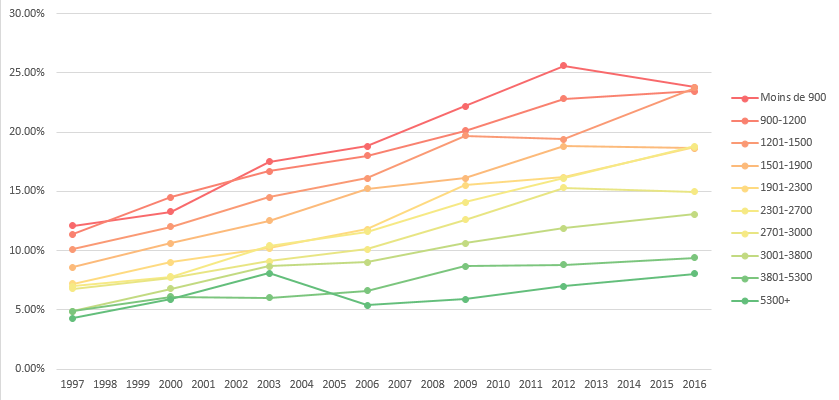
Évolution de l'obésité en France par tranche de revenu

L'enquête BEH de 2016 fournit les résultats suivants concernant le revenu :
| Revenus (€)              | Hommes | Femmes |
| ------------------------ | ------ | ------ |
| Moins de 450             | 18,7   | 30,7   |
| 450-999                  | 20,2   | 25,6   |
| 1 000-1 499              | 22,9   | 24,6   |
| 1 500-2 099              | 18,7   | 18,6   |
| 2 100-2 799              | 18,3   | 19,3   |
| 2 800-4 199              | 14,9   | 11,2   |
| >4 200                   | 9,1    | 7,0    |
| Ne sait pas répondre     | 2,1    | 22,7   |
| Ne souhaite pas répondre | 15,0   | 19,7   |

#### Influence de la taille de l'agglomération
| Agglomération  | 1997 | 2000 | 2003 | 2006 | 2009 | 2012 | Augmentation moyenne |
| -------------- | ---- | ---- | ---- | ---- | ---- | ---- | -------------------- |
| <2 000         | 9,4  | 10,2 | 12,6 | 13,4 | 15,5 | 16,7 | 3,91 %               |
| 2 000-20 000   | 8,2  | 9,6  | 11,9 | 12,8 | 16,1 | 15,5 | 4,34 %               |
| 20 000-100 000 | 8,4  | 9,7  | 10,4 | 11,3 | 14,3 | 15,2 | 4,03 %               |
| >100 000       | 7,7  | 9,8  | 10,3 | 12,2 | 13,5 | 13,8 | 3,97 %               |
| Parisienne     | 6,6  | 8,5  | 11,3 | 11,6 | 12,7 | 14,1 | 5,19 %               |

## Obésité selon le sexe
L'obésité concerne également les hommes et les femmes. Le surpoids, cependant, est un problème plus fortement masculin que féminin. À l'inverse, la maigreur atteint plus fortement les femmes que les hommes.
| Sexe       | 1981   | 1992   | 1997   | 2000   | 2003   | 2003   | 2006   | 2009   | 2012   | 2015    | 2016   | 2020   | Augmentation annuelle |
| Sexe       | INSEE  | INSEE  | Obépi  | Obépi  | INSEE  | Obépi  | Obépi  | Obépi  | Obépi  | Esteban | BEH    | Odoxa  | Augmentation annuelle |
| ---------- | ------ | ------ | ------ | ------ | ------ | ------ | ------ | ------ | ------ | ------- | ------ | ------ | --------------------- |
| IMC normal |        |        |        |        |        |        |        |        |        |         |        |        |                       |
| Hommes     | 62,8 % | 61,9 % | 54,3 % | 51,4 % | 53,6 % | 48,9 % | 50,0 % | 47,6 % | 46,9 % | 46,1 %  | 43,0 % | 44,1 % | -0,9 %                |
| Femmes     | 69,9 % | 68,1 % | 68,4 % | 66,5 % | 61,9 % | 63,6 % | 62,2 % | 58,9 % | 58,0 % | 55,5 %  | 58,8 % | 52,0 % | -0,76 %               |
| Surpoids   |        |        |        |        |        |        |        |        |        |         |        |        |                       |
| Hommes     | 30,0 % | 30,9 % | 36,9 % | 38,3 % | 34,8 % | 39,1 % | 37,5 % | 38,5 % | 38,8 % | 37,1 %  | 41 %   | 36,9 % | 0,53 %                |
| Femmes     | 16,3 % | 17,9 % | 23,3 % | 23,5 % | 21,2 % | 24,5 % | 24,2 % | 26,0 % | 26,3 % | 26,8 %  | 25,3 % | 23,9 % | 0,99 %                |
| Obésité    |        |        |        |        |        |        |        |        |        |         |        |        |                       |
| Hommes     | 5,3 %  | 5,5 %  | 8,8 %  | 10,3 % | 9,8 %  | 12,0 % | 12,5 % | 13,9 % | 14,3 % | 16,9 %  | 15,8 % | 16,7 % | 2,99 %                |
| Femmes     | 5,3 %  | 6,2 %  | 8,3 %  | 10,0 % | 10,2 % | 11,9 % | 13,6 % | 15,1 % | 15,7 % | 17,4 %  | 15,6 % | 17,4 % | 3,10 %                |

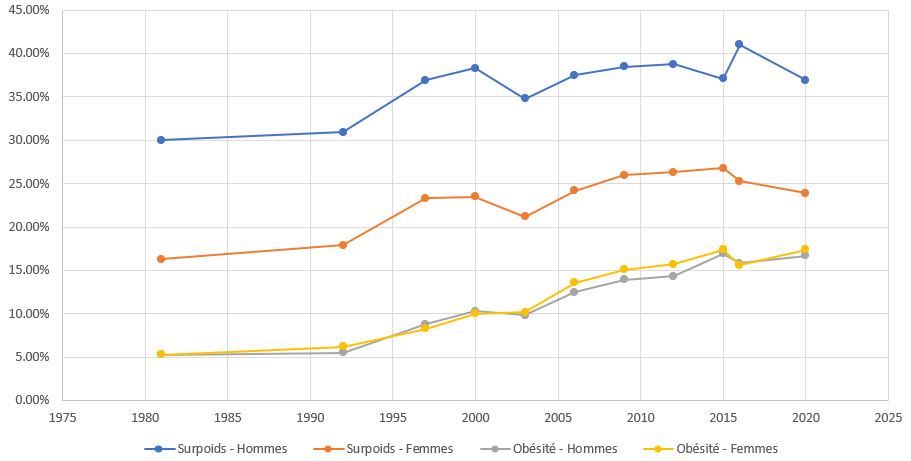
Évolution de l'obésité en France par Sexe.

En 2012, l'enquête Obépi concluait : 

« La prévalence globale de l’obésité est significativement différente entre hommes (14,3 %) et femmes (15,7 %, p<0.01). La tendance à une augmentation plus forte de la prévalence de l’obésité féminine observée depuis 2003 se confirme. »

Ces conclusions ne se maintiennent cependant pas dans les études suivantes, où l'obésité masculine est mesurée comme égale ou légèrement supérieure à l'obésité féminine.

## Obésité comme handicap
Des interrogations subsistent quant à la caractérisation de l’obésité en tant que handicap. En France, du moins sur le plan juridique, être obèse n’est pas forcément un handicap et la circonstance de ne pas être embauché ou de ne pas être en mesure de garder son emploi n’induit pas systématiquement une discrimination. Il existe, en effet, une grande part de subjectivité quant à l’appréhension de l’obésité qui rend difficile la caractérisation de la discrimination.
Au niveau européen, la CJUE a rendu un arrêt marquant un tournant dans l’appréciation de l’obésité. En effet, elle a considéré que le licenciement d’un salarié pour absence répétée, causée par sa situation d’obésité, était discriminatoire puisque l’obésité pouvait être assimilée à un handicap professionnel.
En France, le Code du travail ne contient aucune disposition prévoyant l’interdiction de la discrimination fondée sur l’obésité en tant que telle. Toutefois, l’article L. 1132-1, qui consacre le principe de non-discrimination, précise qu’aucune personne ne peut être sanctionnée, licenciée ou faire l'objet d'une mesure discriminatoire, directe ou indirecte, en raison de « son apparence physique » ou de « son état de santé » ou de « son handicap ».

## Recommandations et bonnes pratiques
Les recommandations de 2011 faites par la Haute Autorité de santé sur cette pathologie ont été mises à jour en 2023, ajoutant des éléments sur la prise en charge du surpoids et de l'obésité de grade I, tenant compte uniquement de l'indice de masse corporelle et du tour de taille des patients. 
La prise en charge des patients en situation d’obésité a fait l'objet de recommandations sur la chirurgie bariatrique (2009) et sur la prise en charge de l'hyperphagie boulimie (2019).